# David Vivas
David Alejandro  Vivas Larrua (nacido el 6 de octubre de 1998) es un atleta de pista y campo venezolano que se especializa en la velocidad.

## Carrera atlética
Vivas obtuvo su primera experiencia en campeonatos internacionales en 2018, cuando finalizó cuarto en los 100 metros lisos en el Sudamericano Sub-23 de Cuenca en 10,68 sy llegó a la final de los 200 metros, pero ya no fue en la largada final. En 2022 ganó la medalla de plata en los 60 metros lisos en el Campeonato Sudamericano Indoor de Cochabamba con 6,63 segundos detrás del brasileño Felipe Bardi dos Santos.
En 2019 y 2021, Vivas se proclamó campeón venezolano en los 100 metros lisos.

## Marcas personales
- 100 metros: 10,52 s (-1,9 m/s), 10 de mayo de 2019 en Barquisimeto
  - 60 metros (interior): 6.63 s, 19 de febrero de 2022 en Cochabamba
- 200 metros: 21,62 s (+1,3 m/s), 1 de septiembre de 2018 en Barquisimeto